# Liar (漫画)
『liar』（ライアー）は、もぁらすによるオンライン小説を原作とした、袴田十莉による日本の漫画作品。
原作小説は小説投稿サイト「エブリスタ」で連載されており、累計1,500万PVを達成している。未書籍化を含めると第4部まであるが、2013年には宝島社文庫より第1部が書籍化されているほか、2018年には志波ひよりがイラストを担当したものが電子書籍として発売されている。
コミック版は2014年5月より「エブリスタ」などで連載され、2017年からは単行本が発売されており、累計200万部を突破（紙・電子合計）している。コミック版は原作の未書籍化の第2部までコミカライズされている。第2部は「めちゃコミック」での先行配信の形となっている。
商社勤務の新社会人の女性に先輩の男性社員が惹かれていき、好意を持っていると告げながらも、結婚を前提に別の女性と交際していることも告げる。それでも、女性は混乱しながらも男性を好きになって、身体を重ねる関係になり、秘密の恋を続けていく。物語は男性目線と女性目線を入れ替えながら描かれている。
毎日放送『ドラマイズム』枠にて、佐藤大樹（FANTASTICS from EXILE TRIBE）と見上愛主演でテレビドラマ化され、2022年2月16日（15日深夜）から4月6日（5日深夜）まで放送された。

## 登場人物

### 主要人物
市川一哉（いちかわ かずや）
東洋コーポレーション営業六課勤務。通称イチ。父親が大口取引先の営業本部長。営業実績は上条に続き2位。
裕子と結婚を前提に交際をしているが、美紗緒にも好きと言ったり、裕子の自慢をしたりして気持ちを振り回す。
成田美紗緒（なりた みさお）
東洋コーポレーション営業六課勤務。新入社員。 23歳。一哉の言動には振り回されるが、次第に惹かれてしまう。
上条（かみじょう）
東洋コーポレーション営業六課勤務。一哉の先輩社員。営業実績1位。
新人研修中に美紗緒が一目惚れ。不倫関係にあった文里と別れてまもなく退社し、関西の会社に転職する。
文里薫（ふみさと かおる）
東洋コーポレーション人事部。既婚者と不倫歴があり、大手メーカーの役員と結婚後も上条と付き合っていた。
出野（での）
東洋コーポレーション営業六課課長。一哉と美紗緒の上司。
田所裕子（たどころ ゆうこ）
百菱物産営業職。キャリア組。一哉の取引先の担当。一哉と「結婚を前提にした」関係。
後に美紗緒との交際のため、一哉が別れを切り出すが、失意のあまり自宅浴室で自殺未遂をしてしまう。

### 東洋コーポレーション
千秋
美紗緒の会社での友人。上条と同期の彼氏がいる。
大柳
営業三課。一哉の同期。美紗緒を飲みに誘ったりしてくる。
松永
営業二課。一哉に何かと言い寄ってくる。一哉の父親の愛人。
五木
新規事業部での美紗緒の同僚の女性。一哉との相性は最悪。

### その他
市川の父親
百菱物産本部長。裕子に自殺未遂をさせたのが美紗緒と思い込み、強い嫌悪感を持っている。

## 書誌情報

### 小説
- 松本もぁらす 『liar 〜ズルイ身体〜』 宝島社〈宝島社文庫〉2013年7月26日発売、ISBN 978-4-8002-1372-3

### 漫画
- もぁらす（原作）・袴田十莉（漫画） 『liar』 双葉社〈ジュールコミックス〉、全9巻
  1. 2017年2月22日発売[11]、ISBN 978-4-575-33656-6
  2. 2017年2月22日発売[12]、ISBN 978-4-575-33657-3
  3. 2017年5月17日発売[13]、ISBN 978-4-575-33664-1
  4. 2017年5月17日発売[14]、ISBN 978-4-575-33684-9
  5. 2018年5月17日発売[15]、ISBN 978-4-575-33715-0
  6. 2018年10月17日発売[16]、ISBN 978-4-575-33740-2
  7. 2019年6月17日発売[17]、ISBN 978-4-575-33774-7
  8. 2020年1月17日発売[18]、ISBN 978-4-575-33796-9
  9. 2020年11月17日発売[19]、ISBN 978-4-575-33833-1

## テレビドラマ
2022年2月16日（2月15日深夜）から4月6日（5日深夜）まで毎日放送の深夜ドラマ枠『ドラマイズム』で放送された。
主演は、2人とも地上波ドラマ初主演となる佐藤大樹（FANTASTICS from EXILE TRIBE）と見上愛。
なお、第1話のTVer等での再生回数が深夜ドラマでは異例の180万再生を記録、毎日放送番組歴代1位となっている。
3月9日（8日深夜）から3月30日（29日深夜）日にかけて第4話から第5話の間の4年間をつなぐdTVオリジナルドラマ『liar〜すれ違う恋〜』が配信された（全4話）。

### キャスト

#### 主要人物
市川一哉（いちかわ かずや）
演 - 佐藤大樹（FANTASTICS from EXILE TRIBE）
東洋商社営業6課勤務。通称イチ。業績は常にトップクラス。「女になんかのめりこまない」が信条。
裕子とは結婚を前提に交際をするが、仕事の覚えが早く、恋にも真っ直ぐな美紗緒に惹かれていく。
成田美紗緒（なりた みさお）
演 - 見上愛
東洋商社営業6課勤務。新入社員。第一印象最悪の一哉に振り回される。

#### 東洋商社
上条譲（かみじょう ゆずる）
演 - 太田基裕 
営業6課勤務。美紗緒が憧れる優秀な商社マン。
文里薫（ふみさと かおる）
演 - 高田里穂
人事部。一哉の大学の先輩で男にモテる。ある出来事で一哉にトラウマを与えている。
国見宗一（くにみ そういち）
演 - 佐藤友祐
新規開発事業部勤務（4年後）。職場のムードメーカー的存在。
松永裕美
演 - 山谷花純
営業1課勤務（4年後）。一哉に急接近する女性。
大柳弥
演 - 濱正悟
営業3課。一哉の同期。美紗緒が好みで何かと絡んでくる。
仁科剛
演 - 蒼野孝介
営業2課。美紗緒の同期。大柳の相方的存在。
出野司（での つかさ）
演 - 古川雄輝
営業6課課長。一哉と美紗緒の上司。

#### 沢田物産
田所裕子（たどころ ゆうこ）
演 - 川島海荷 
エネルギー第3本部営業1課。営業職。キャリア組。
沢田物産グループ会社の社長令嬢。一哉と「結婚を前提にした」関係。
市川雅哉（いちかわ まさや）
演 - 升毅
取締役。一哉の父。一哉にとっては頭の上がらない存在。
一哉と裕子との結婚を望み、一哉と美紗緒を遠ざけようとする。

### スタッフ
- 原作 - 袴田十莉・もぁらす（双葉社・エブリスタ）
- 監督 - 熊坂出
- 脚本 - 内平未央、大谷洋介、下亜友美
- 音楽 - 小田切大
- OP主題歌 - tricot「エンドロールに間に合うように」(cutting edge)[24]
- ED主題歌 - FANTASTICS from EXILE TRIBE「Turn to You」(rhythm zone) [25]
- 制作プロダクション - スタジオブルー
- 製作 - 「liar」製作委員会、毎日放送

### 放送日程
| 話数   | 放送日  | 脚本     |
| ------ | ------- | -------- |
| 第1話  | 2月16日 | 内平未央 |
| 第2話  | 2月23日 | 内平未央 |
| 第3話  | 3月02日 | 内平未央 |
| 第4話  | 3月09日 | 大谷洋介 |
| 第5話  | 3月16日 | 下亜友美 |
| 第6話  | 3月23日 | 内平未央 |
| 第7話  | 3月30日 | 内平未央 |
| 最終話 | 4月06日 | 内平未央 |

### 放送局
| 放送期間                | 放送時間                     | 放送局     | 対象地域   | 備考   |
| ----------------------- | ---------------------------- | ---------- | ---------- | ------ |
| 2022年2月16日 - 4月6日  | 水曜 0:59 - 1:29（火曜深夜） | 毎日放送   | 近畿広域圏 | 製作局 |
|                         | 水曜 0:58 - 1:28（火曜深夜） | TBSテレビ  | 関東広域圏 |        |
| 2022年3月4日 - 4月22日  | 金曜 0:56 - 1:26（木曜深夜） | あいテレビ | 愛媛県     |        |
| 2022年3月20日 - 5月15日 | 日曜 1:28 - 1:58（土曜深夜） | 長崎放送   | 長崎県     |        |

### ネット配信
| 配信開始月 | 配信サイト    | 配信料金     | 備考       |
| ---------- | ------------- | ------------ | ---------- |
| 2022年2月  | TVer          | 広告付き無料 | 見逃し配信 |
| 2022年2月  | MBS動画イズム | 広告付き無料 | 見逃し配信 |
| 2022年2月  | dTV           | 有料         |            |

| 毎日放送・TBS ドラマイズム | 毎日放送・TBS ドラマイズム | 毎日放送・TBS ドラマイズム |
| 前番組                     | 番組名                     | 次番組                     |
| -------------------------- | -------------------------- | -------------------------- |
| #居酒屋新幹線              | liar                       | 明日、私は誰かのカノジョ   |